# Raggedy Ann

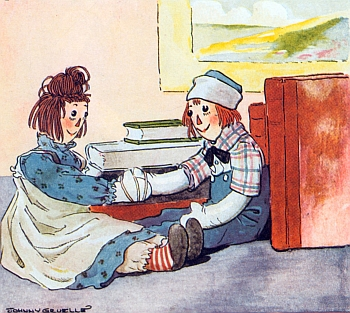
Raggedy Ann und Raggedy Andy

Raggedy Ann (dt. „zerlumpte Ann“) ist die Hauptfigur einer Kinderbuchreihe, die von dem amerikanischen Autor und Illustrator Johnny Gruelle erdacht und 1918 erstmals veröffentlicht wurde. Die Stoffpuppe „Raggedy Ann“, die lebendig wird, wenn keine Menschen zugegen sind, entstand nach dem Vorbild einer Puppe, die Gruelle für seine 1916 im Alter von 13 Jahren verstorbene Tochter kreiert hatte und 1915 patentieren ließ. Mit dem Erfolg der von P.F. Volland aus Chicago publizierten Buchserie ging sie in Massenproduktion. 1920 wurde mit Raggedy Andy ein männliches Gegenüber eingeführt.
Die Puppe gilt in den USA als ein Symbol für die Ablehnung von Impfungen, obwohl Gruelles Tochter an den Folgen einer Infektion bei einer Impfung, nicht durch die Impfung an sich starb, die nicht von ihren Eltern genehmigt worden war. Buchreihe wie Puppenkollektion blieben in den Vereinigten Staaten auch nach Gruelles Tod sehr erfolgreich. Raggedy Ann war Hauptfigur in mehreren Zeichentrickfilmen und einer Zeichentrickserie.
Die in dem gleichen Stil gefertigte Puppe „Annabelle“ wurde aufgrund von ihr zugeschriebenen Spukerscheinungen bekannt und in einem amerikanischen Privatmuseum ausgestellt.